# Vesterby
Vesterby is een plaats in de Deense regio Seeland, gemeente Lolland, en telt ca 200 inwoners (2007).
Het ligt op het eilandje Fejø.